# Tragopogon gorskianus
Tragopogon gorskianus là một loài thực vật có hoa trong họ Cúc. Loài này được Rchb.f. miêu tả khoa học đầu tiên năm 1858.